# Timotej II. Aleksandrijski
Timotej II. od Aleksandrije (? - 477.), također poznat i kao Timotej Eiluros (od grčkog Τιμόθεος Αίλουρος - "mačak", radi svoje sitne građe, ili u ovom slučaju moguće i "lasica") je bio patrijarh Aleksandrije, koji je na tom mjestu stolovao u dva navrata - od 457. do 460. i od 475. do 477.

## Prvo papinstvo
Bio je sljedbenik patrijarha Dioskora I. (444. – 451.) koji je zbog mijafizitstva svrgnut i prognan na Kalcedonskom saboru. Carskim ukazom je za novog patrijarha imenovan svećenik kalcedonac Proterije (451. – 457.), ali veliki dio građana Aleksandrije to nije htio priznati i nastavio je štovati prognanog Dioskura I. kao svog patrijarha. Kada je 454. stigla vijest da je Dioskur I. umro, njegovi sljedbenici su za svog novog patrijarha izabrali miafizita Timoteja, čime je u Aleksandriji nastala šizma. Između pristalica Timoteja i Proterija, dvojice suprotstavljenih patrijarha, otpočeli su sukobi na ulicama, koji su svoju eskalaciju dobili 457. godine kada su Timotejeve pristaše upale u crkvu i ubile Proterija. Godine 460. Timotej je došao u Konstantinopol na dvor novog istočnorimskog cara Lava I. kako bi potvrdio svoju titulu. Međutim, arhiepiskop Konstantinopola Genadije I. je nagovorio cara da ga progna, a za novog patrijarha je imenovan duofizitski Timotej III Salophakiolos.

## Drugo papinstvo
Za Timoteja se situacija popravila nakon što je 471. na mjesto konstantinopolskog patrijarha došao Akacije, koji je s nekalcedoncima nastojao prekinuti šizmu u istočnim provincijama. Kada je godine 475. vlast u Konstantinopolu nakratko preuzeo uzurpator Bazilisk, u Aleksandriji je izbila pobuna, kao rezultat koje je Timotej III. protjeran.

Bazilisk je stoga iskoristio priliku kako bi za patrijarha ponovno postavio Timoteja II. On je na tom mjestu ostao do smrti, a naslijedio ga je Petar Mongus koga su i prije toga kao svog patrijarha štovali aleksandrijski mijafiziti. Koptska crkva ga slavi 12. dana mjeseca amšira (20. veljače po gregorijanskom kalendaru).

## Vanjske poveznice
- Timotej II. Aleksandrijski  Arhivirana inačica izvorne stranice od 25. ožujka 2018. (Wayback Machine)
- Odlazak sv. Timoteja II.[neaktivna poveznica]

| Koptske pape Aleksandrije           | Koptske pape Aleksandrije                   | Koptske pape Aleksandrije            |
| ----------------------------------- | ------------------------------------------- | ------------------------------------ |
| prethodnik Proterije Aleksandrijski | Aleksandrijske pape 457. - 460. 475. - 477. | nasljednik Timotej III Salophakiolos |